# Jurij Tiukałow
Jurij Siergiejewicz Tiukałow (ros. Юрий Сергеевич Тюкалов, ur. 4 lipca 1930 w Leningradzie, zm. 19 lutego 2018 w Petersburgu) – radziecki wioślarz (Rosjanin), trzykrotny medalista olimpijski, brązowy medalista mistrzostw świata i wielokrotny medalista mistrzostw Europy.
Wystąpił na igrzyskach olimpijskich w Helsinkach w 1952 roku, gdzie zdobył złoty medal w jedynkach. W finale o 1,7 sekundy wyprzedził Australijczyka Mervyna Wooda i o 6,6 sekundy Polaka Teodora Kocerkę. Na rozgrywanych cztery lata później igrzyskach olimpijskich w Melbourne wspólnie z Aleksandrem Bierkutowem zwyciężył w dwójkach podwójnych. W wyścigu finałowym o 8,2 sekundy pokonali osadę USA, a o 13,4 sekundy wyprzedzili Australijczyków. Brał też udział w igrzyskach olimpijskich w Rzymie w 1960 roku, razem z Bierkutowem zajmując drugie miejsce w dwójkach podwójnych. Tym razem w finale lepsi o 2,99 sekundy okazali się reprezentanci Czechosłowacji, a trzecich na mecie Szwajcarów wyprzedzili o 0,10 sekundy.
W dwójkach podwójnych zdobywał ponadto złote medale na mistrzostwach Europy w Bledzie (1956), mistrzostwach Europy w Duisburgu (1957), mistrzostwach Europy w Poznaniu (1958), mistrzostwach Europy w Mâcon (1959) i mistrzostwach Europy w Pradze (1961). Zdobył również złoto w czwórkach ze sternikiem na mistrzostwach Europy w Amsterdamie (1954) oraz srebro w jedynkach na mistrzostwach Europy w Gandawie (1955).
W 1962 roku wziął udział w mistrzostwach Europy w Lucernie, gdzie zdobył brązowy medal w czwórkach ze sternikiem .
Jako nastolatek w trakcie II wojny światowej brał udział w obronie Leningradu, za co otrzymał Medal „Za obronę Leningradu”. Po wojnie pracował jako architekt, a także trener wioślarstwa. Otrzymał tytuły Zasłużonego Mistrza Sportu, Zasłużonego Trenera ZSRR, Order Czerwonego Sztandaru Pracy i medal „Za pracowniczą dzielność”.